# María, matrícula de Bilbao
Pour plus de détails, voir Fiche technique et Distribution.
María, matrícula de Bilbao est un film espagnol réalisé par Ladislas Vajda, sorti en 1960.

## Fiche technique
- Titre : María, matrícula de Bilbao
- Réalisation : Ladislas Vajda
- Scénario : Ladislas Vajda, José María Sánchez Silva et Luis de Diego
- Musique : Pablo Sorozábal
- Pays d'origine : Espagne
- Format : 2,35:1
- Genre : drame
- Durée : 90 minutes
- Date de sortie : 1960

## Distribution
- Alberto Closas : Enrique
- Nadia Gray : Berta
- Charles Vanel : le Vieux
- Arturo Fernández : Eduardo Vila
- Javier Asin : Luiso
- María Rosa Salgado : Amparo
- Carlos Casaravilla : Urrutia
- José Marco Davó : Don Ángel
- Antonio Ferrandis : Paco « El Sordo »
- Antonio Casas : Luis
- Miguel Gila : un vendeur